# Кре (Дром)
Кре (фр. Crest) насеље је и општина у источној Француској у региону Рона-Алпи, у департману Дром која припада префектури Ди.
По подацима из 2011. године у општини је живело 8008 становника, а густина насељености је износила 342,51 становника/km². Општина се простире на површини од 23,38 km². Налази се на средњој надморској висини од 195 метара (максималној 463 m, а минималној 166 m).

## Демографија
| 1962. | 1968. | 1975. | 1982. | 1990. | 1999. | 2011. |
| ----- | ----- | ----- | ----- | ----- | ----- | ----- |
| 6.207 | 7.140 | 7.519 | 7.518 | 7.583 | 7.739 | 8.008 |

График промене броја становника у току последњих година